# Locó
Manuel Armindo Morais Cange, ismertebb nevén Locó (Luanda, 1984. december 25. –) angolai válogatott labdarúgó.

## Pályafutása

### Klubcsapatban
2003-ban a Benfica Luandában kezdte a pályafutását. 2004-ben a Petro Atlético csapatában játszott. 2005-ben visszatért a Benficához. 2006 és 2008 között a Primeiro de Agosto együttesét erősítette. 2009-től 2011-ig a Petro Atlético játékosa volt. 2012 és 2014 között a Santos de Angola labdarúgója volt.

### A válogatottban
2003 és 2009 között 40 mérkőzésen szerepelt az angolai válogatottban és 2 gólt szerzett. Részt vett a 2006-os és a 2008-as afrikai nemzetek kupáján, valamint a 2006-os világbajnokságon.
| Angola   | Angola | Angola |
| Év       | Mérk.  | Gólok  |
| -------- | ------ | ------ |
| 2003     | 1      | 0      |
| 2005     | 5      | 0      |
| 2006     | 14     | 1      |
| 2007     | 9      | 0      |
| 2008     | 8      | 1      |
| 2009     | 3      | 0      |
| Összesen | 40     | 2      |

## Sikerei, díjai
Dinamo București
- Román bajnok (1): 2006–07